# (3055) Annapavlova

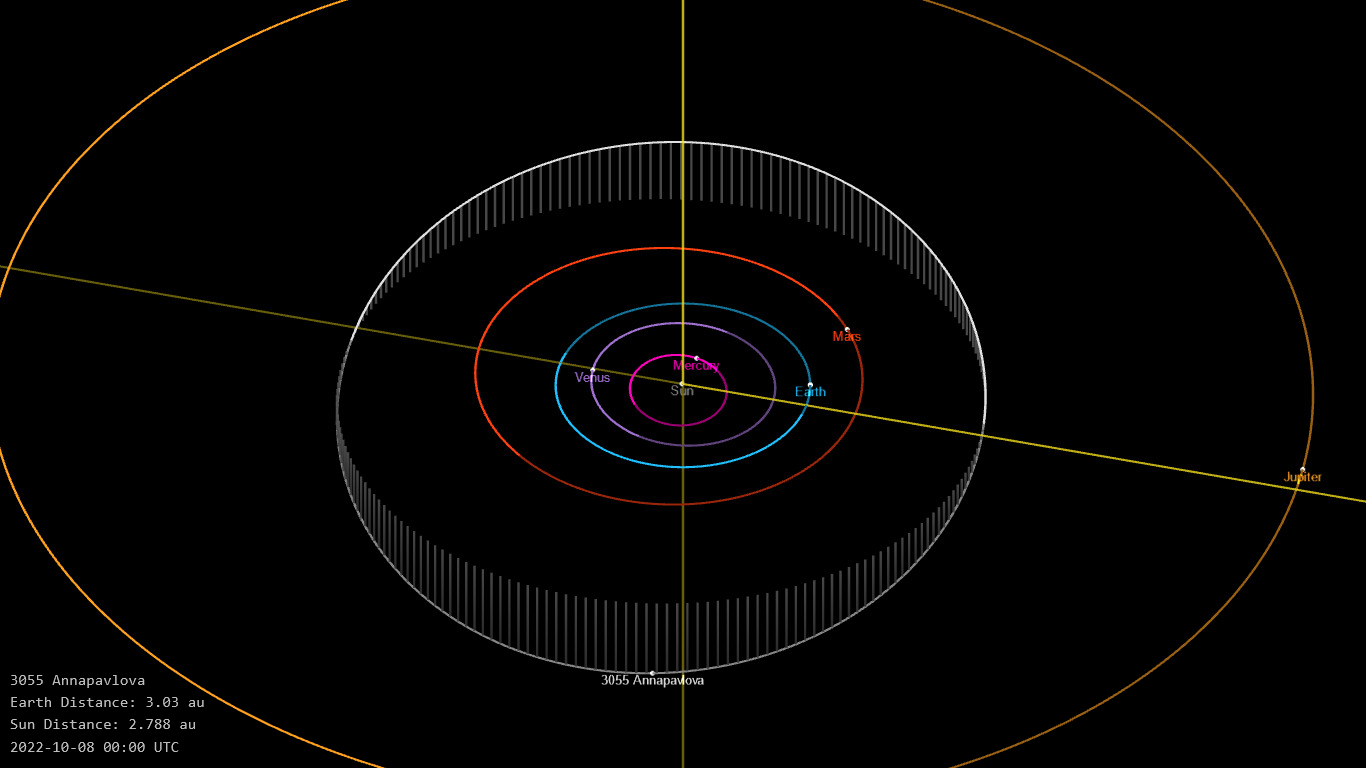

(3055) Annapavlova est un astéroïde de la ceinture principale.

## Description
(3055) Annapavlova est un astéroïde de la ceinture principale. Il fut découvert le 4 octobre 1978 à Naoutchnyï par Tamara Smirnova. Il présente une orbite caractérisée par un demi-grand axe de 2,56 UA, une excentricité de 0,11 et une inclinaison de 15,0° par rapport à l'écliptique.
L'astéroïde est nommé en l'honneur de la danseuse de ballet Anna Pavlova (1881-1931).

## Compléments